# Dorfkapelle St. Marien (Mannholz)
Die Dorfkapelle St. Marien ist eine römisch-katholische Kapelle in Mannholz, einem Gemeindeteil des Marktes Pleinfeld im mittelfränkischen Landkreis Weißenburg-Gunzenhausen. Das Bauwerk ist unter der Denkmalnummer D-5-77-161-76 als Baudenkmal in die Bayerische Denkmalliste eingetragen. Die Kapelle ist nicht mit der Dorfkapelle St. Marien im Pleinfelder Gemeindeteil Kleinweingarten und der Dorfkapelle St. Marien im Pleinfelder Gemeindeteil Gündersbach zu verwechseln.
Die der Maria geweihte Kapelle steht in der Mitte des Dorfes gegenüber dem Anwesen Mannholz 16 auf einer Höhe von 475 m ü. NHN. Das aus Sandstein bestehende Gebäude ist ein Satteldachbau mit Dachreiter.
Eine erste Kapelle wurde 1805 abgerissen. Das jetzige Gebäude wurde 1873 von Georg Knörler errichtet. Zum Inventar gehören die Statuen des hl. Sebastian und des hl. Wendelin.